# 鐵甲人 地球燃盡之日
《鐵甲人 地球燃盡之日》（ジャイアントロボ 地球の燃え尽きる日）是改編自横山光輝的《鐵甲人》的漫畫作品，劇本是今川泰宏，作畫是戶田泰成，於秋田書店的月刊漫画誌《Champion RED》2006年11月號到2011年4月號連載，單行本共九冊。連載完畢後於同年開始連載續篇《ジャイアントロボ バベルの籠城》。中文版在台灣是由長鴻出版社代理出版，譯名為「機械巨神-地球燃盡之日-」。香港由玉皇朝出版，譯名為「鐵甲人-地球燃盡之日-」，人物譯名沿用多年前橫山光輝作品在香港推出的中文版出現的名字，包括昔日的無授權中文版漫畫、電視播放時起用的譯名版本等。